# Jean-Maurice Goossens
Louis Jean Mathieu „Jean-Maurice” Goossens (Belgium, Seraing, 1892. január 16. – Belgium, Antwerpen, 1965. július 6.) belga olimpikon, jégkorongozó.
Az 1920. évi nyári olimpiai játékokon vett részt és a jégkorongtornán játszott a belga csapatban. A lebonyolítás érdekessége, hogy egyből a negyeddöntőben kezdtek és a svédek voltak az ellenfelek. 8–0-ra kikaptak és egy mérkőzés után véget is ért számukra az olimpia.
A belga CPB volt a klubcsapata.